# Доротея (Пела)
Доротея 
(греч. Δωροθέα, англ. Dorothea) — деревня (городок) в Греции. Расположена в префектуре Номос-Пеллис и регионе Центральной Македонии, в северной части страны, в 400 км к северу от Афин, столицы страны. Доротея находится на высоте 131 метр над уровнем моря, а население составляет 564 человека.
Местность вокруг Доротеи разнообразна. Самая высокая точка в этом районе — Пиновон, 2,137 метров над уровнем моря, в 13.2 км к северу от Доротеи. На квадратный километр вокруг Доротеи приходится около 21 человека, относительно небольшое население. Ближайший крупный город — Аридаия, расположенный в 2.4 км к югу от Доротеи. Сельская местность вокруг Доротеи почти полностью покрыта. В районе Доротеи горы необычайно распространены.
Климат умеренный. Средняя температура 15°С. Самый жаркий месяц — июль, 27°С, а самый холодный январь, при 2°CС. Среднее количество осадков составляет 907 миллиметров в год. Самый влажный месяц — февраль, когда выпадает 120 миллиметров осадков, и самый влажный август, когда выпадает 23 миллиметра.